# Stade municipal d'Aït Melloul
 (avril 2025).
Le stade municipal d'Aït Melloul (en arabe : الملعب البلدي آيت ملول) est un stade de football situé dans la ville de Aït Melloul au Maroc. C'est l'enceinte de l'Union Aït Melloul.